# Xedos
Xedos è un marchio automobilistico lanciato nel 1992 dalla casa giapponese Mazda per inserirsi nel segmento delle auto di lusso, seguendo l'esempio di altre case che avevano creato marchi appositi per particolari settori di mercato, come Acura per la Honda, Infiniti per Nissan e Lexus per la Toyota.

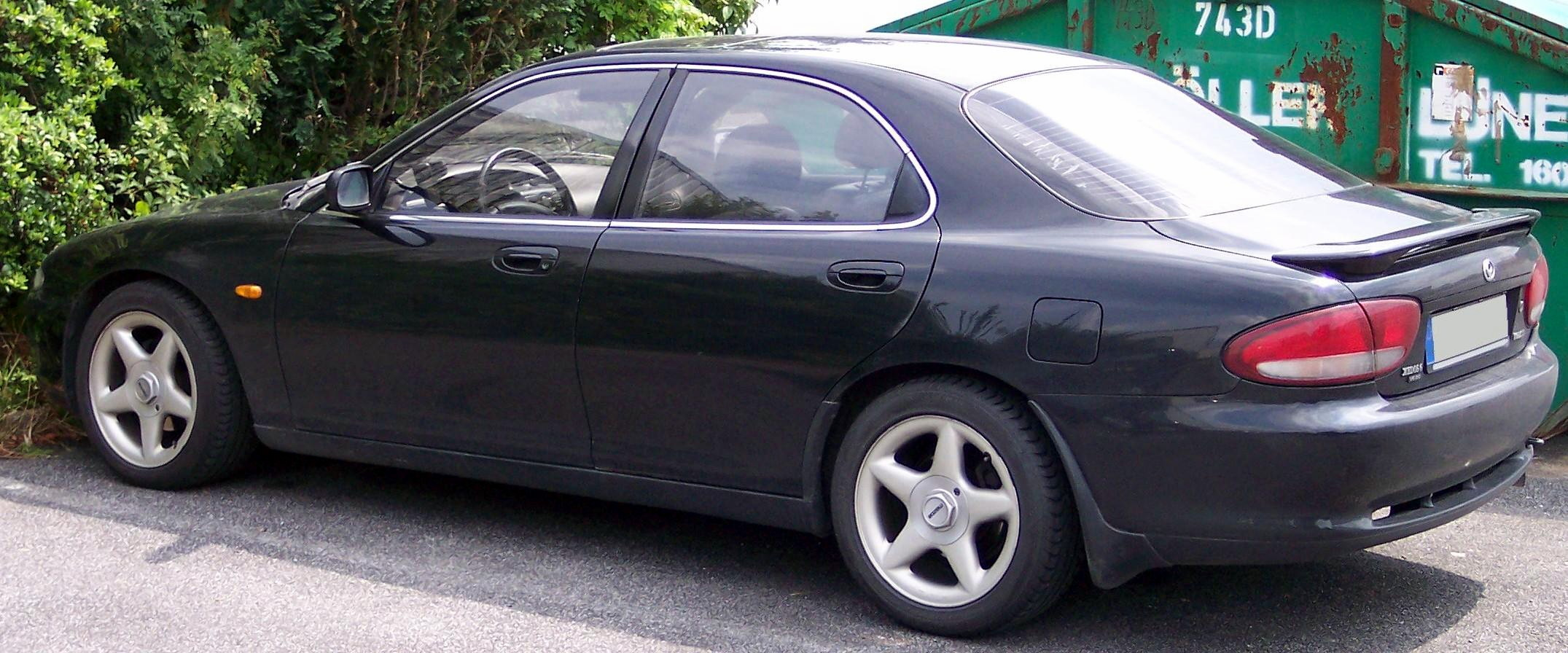
Una Xedos 6

In realtà la Mazda crea innanzitutto il marchio Eunos che però verrà usato solo nel mercato interno ed in quello asiatico, ad esempio con la Eunos Roadster corrispondente alla Mazda MX-5 nel resto del Mondo.
Il nome Xedos verrà coniato esplicitamente per i mercati europei, mentre in America si continuerà ad utilizzare la denominazione Mazda.
La Xedos fu attiva fino al 2000 producendo i due modelli seguenti: 
- Xedos 6, dal 1993 al 1999
- Xedos 9, dal 1994 al 2000